# Derental
Derental este o comună din landul Saxonia Inferioară, Germania.